# Björn Ahlström
Björn Ahlström, född 7 april 1971 i Stockholm, är en svensk före detta professionell ishockeyspelare (högerforward). Hans moderklubb är Hammarby Hockey.
Björn har bl.a. spelat för AIK åren 1992-2001.